# 22 juillet 1985
Le lundi 22 juillet 1985 est le 203e jour de l'année 1985.

## Naissances
- Akira Tozawa, catcheur japonais
- Ben Foden, joueur anglais de rugby à XV
- Boukary Dramé, joueur sénégalais de football
- Denis Phipps, joueur dominicain de baseball
- Emin Nouri, joueur suédois de football
- Jonathan Ayité, joueur togolais de football
- Kekoa Balcaso, surfeur professionnel américain
- Lionel Cali, kickboxeur français
- Mandy Loriou, athlète française
- Mariama Signate, joueuse française de handball
- Natalya Davydova, haltérophile ukrainienne
- Oumar N'Diaye, joueur de football français d'origine mauritanienne
- Randal Falker, joueur américain de basket-ball
- Ryan Dolan, chanteur nord-irlandais
- Salah Bouhafs, joueur algérien de football
- Soizic Guibert, joueuse internationale française de rink hockey
- Takudzwa Ngwenya, joueur américain de rugby

## Décès
- Jaap Spaanderman (né le 17 octobre 1896), compositeur néerlandais
- Matti Järvinen (né le 18 février 1909), athlète finlandais spécialiste du lancer du javelot
- Michel Faré (né le 14 novembre 1913), historien de l'art français
- Nels Crutchfield (né le 12 juillet 1911), joueur canadien de hockey sur glace
- Simon Schiffrin (né le 29 septembre 1894), producteur de films américain

## Événements
- Référendum de 1985 à Haïti
- Création de la réserve naturelle nationale de Chérine en France